# Archéparchie de Homs des Syriaques
L'archéparchie de Homs des Syriaques  ou l'archeparchie syriaque catholique de Homs (Hama-Nabk) est une archéparchie métropolitaine (archidiocèse catholique oriental ) de l'Église syriaque catholique sui iuris (rite antiochien en langue syriaque ) en Syrie. Il n'y a pas de suffragants. Son siège est la Cathédrale du Saint-Esprit de Homs, en Syrie.
Elle est dirigée par Julian Jacques Mourad.

## Historique
Créé en 1678 en tant qu'archidiocèse (nominalement) métropolitain de Homs (ou Emesa).
Elle obtint plus tard les titres fusionnés des éparchies supprimées de Hama des Syriens et de Nabk des Syriens. Cette dernière fusion eut lieu quelque temps après la mort de Mar Matthew Nakkar en 1868.

## Liste des ordinaires épiscopaux
- Gabriel Homsi (1816 – décès 1858)
- Gregorio Giorgio Sciahin (18 mai 1872 – décès en 1913)
- Joseph Rabbani (29 avril 1927 – retraité le 14 décembre 1947)[1]
- Joseph Jacob Abiad (11 mai 1971 – décès 31 juillet 1982)
- Théophile Jean Dahi (1er août 1984 – à la retraite le 1er juillet 1994)
- Basile Moussa Daoud (6 juillet 1994 – 13 octobre 1998)
- Théophile Georges Kassab (18 décembre 1999 – décès 22 octobre 2013).
- Théophile Philippe Barakat (15 avril 2016 – 13 juin 2020)[2]
- Julian Yacoub Mourad (depuis le 7 janvier 2023[3],[4],[5]), consacré archevêque le 3 mars 2023[6].